# Prüfcenter Wegberg-Wildenrath

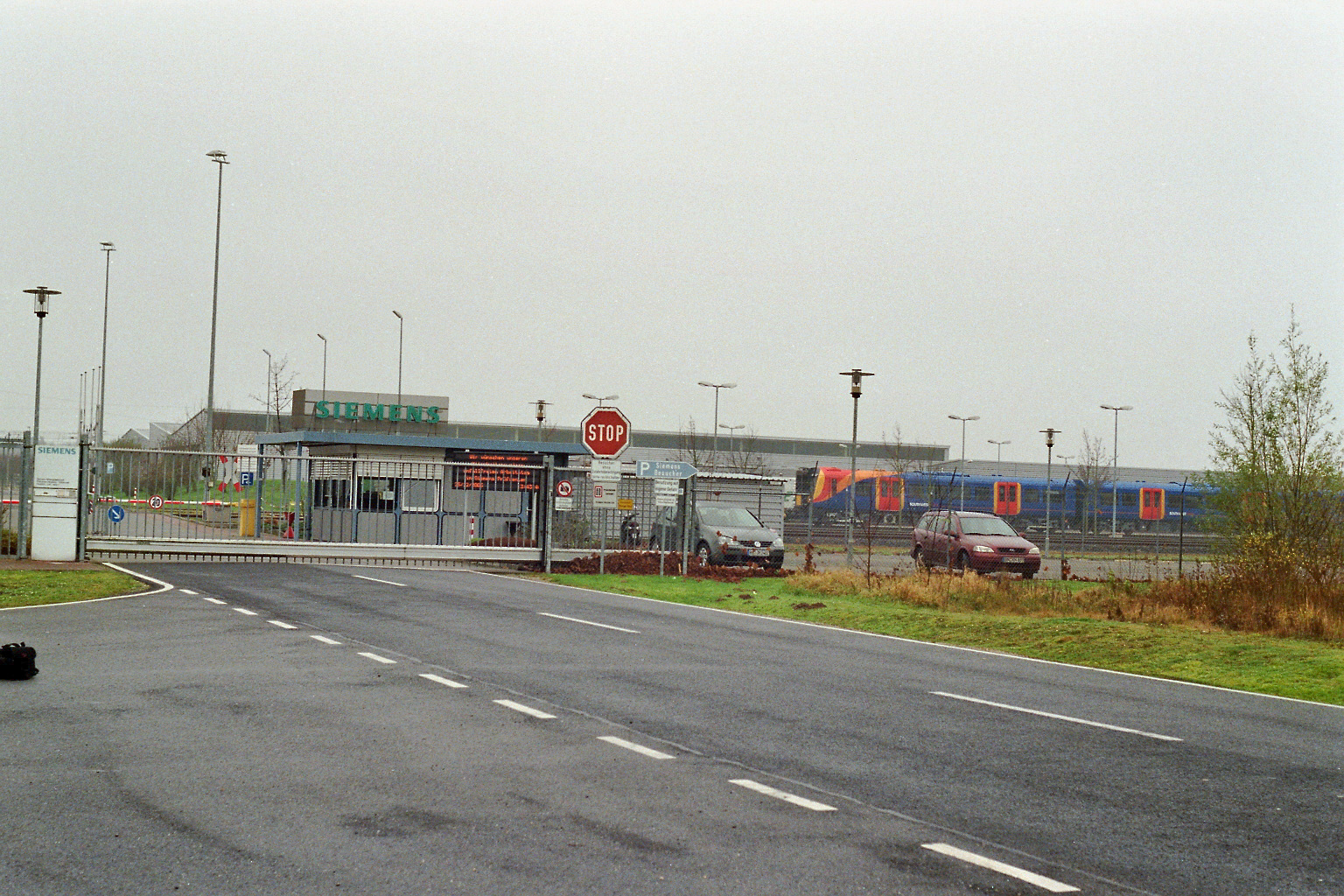
Eingangsbereich des Prüfcenters Wegberg-Wildenrath (rechts: Desiro Britische Klasse 450)

Das Prüfcenter Wegberg-Wildenrath (offizielle Bezeichnung: Prüf- und Validationcenter Wegberg-Wildenrath, intern kurz PCW) der Siemens Mobility GmbH ist eine Einrichtung mit Teststrecke zur Erstinbetriebnahme, Typprüfung, Abnahme und Reparatur von Schienenfahrzeugen und Eisenbahnsystemen.
Das Prüfzentrum befindet sich bei Wegberg-Wildenrath im Kreis Heinsberg in Nordrhein-Westfalen.
Es wurde auf dem ehemaligen Gelände eines Flugplatzes der Royal Air Force aufgebaut und 1997 in Betrieb genommen.
Seit 1. Oktober 2014 gehört es zur Division Siemens Mobility, vormals Siemens Sector Infrastructure & Cities der Division Rail Systems. Es ist vom Eisenbahn-Bundesamt als Prüfstelle für eisenbahntypische Prüfungen sowie als sachverständige Stelle für überwachungsbedürftige Fahrzeuganlagen gemäß § 33 EBO anerkannt. Siemens bietet die Einrichtung auch Drittfirmen zur Nutzung an.
Das Prüfzentrum beschäftigt rund 430 Mitarbeiter. Es ist eines von acht derartigen Prüfzentren weltweit und galt 2017 als das modernste.

## Aufbau und Einrichtungen

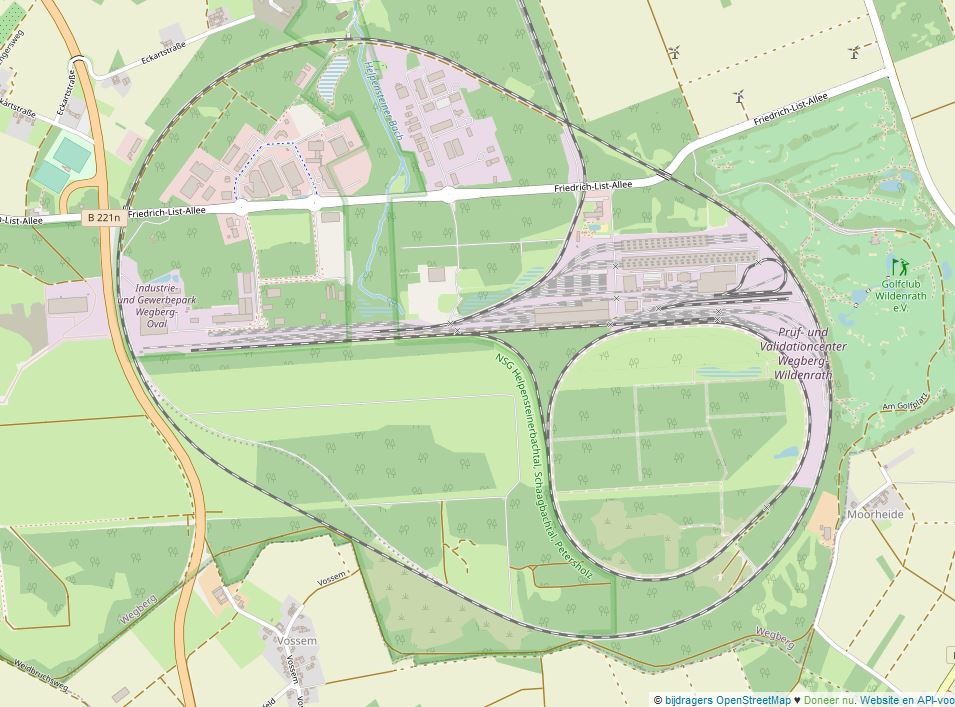
Übersichtskarte des Prüfcenters Wegberg-Wildenrath

Das 28 Kilometer lange Gleisnetz der Anlage besteht aus zwei Testringen sowie drei Testgleisen, die in Normalspur und beim kleinen Testring auch in Meterspur ausgeführt sind. Dieser innere Ring kann daher gegebenenfalls von Straßenbahnen genutzt werden. Auf dem äußeren 6,1 Kilometer langen Testring mit Bogenradien von etwa 700 Metern können Geschwindigkeiten von bis zu 160 km/h, und auf dem inneren 2,5 Kilometer langen Ring mit Radien von 300 Metern bis zu 100 km/h gefahren werden. Auf einem 1,5 Kilometer langen geradlinigen Testgleis können bei trockenem Wetter 80 km/h erreicht werden. Ein 410 Meter langes Gleis besitzt Rampen mit Steigungen von vier und sieben Prozent (über 2,5 Prozent ist eine Steilstrecke). Ein weiteres 553 Meter langes Gleis mit Bogenradien von 50, 25, und 15 Metern wurde zugunsten einer Verlängerung der Zugbildungshalle 2 abgebaut. Ein 50 Meter langer Messgleisbogen mit einem Bogenradius von 150 Metern dient der Bestimmung von Radaufstands- und Radführungskräften und damit der Prüfung der Entgleisungssicherheit. Dazu kommt ein Anschlussgleis der West-Gleis GmbH, das das Prüfcenter über die Bahnstrecke Wegberg Klinkum–Prüfcenter Wegberg-Wildenrath und weiter über die Bahnstrecke Dalheim-Rheydt mit dem Schienennetz der Deutschen Bahn verbindet.
Die Zugbildungshalle 1 hat insgesamt neun Gleise von bis zu 220 Metern Länge mit Oberleitung, teils mit Grube und teils aufgeständert. Davon ist ein 75 Meter langes Gleis auch in Meterspur ausgelegt. Hinzu kommen drei Stände für Dacharbeiten.
Die Zugbildungshalle 2 hat drei normalspurige, aufgeständerte Gleise mit Oberleitung und Grube, die jeweils 220 Meter lang sind. Diese wurde verlängert, um den rund 400 Meter langen Velaro Eurostar komplett unterzubringen. Dazu gibt es eine Drehgestellsenke, in der besondere Messdrehgestelle eingebaut werden können, sowie eine Absauganlage für Abgase von Dieselfahrzeugen.
Auf einem Dreh-Kipp-Tisch für Normal- und Meterspurfahrzeuge können Bogen-, Senken- und Kuppenfahrten simuliert werden. Eine Neigeeinrichtung misst das Wankverhalten mittels Schrägstellung des Fahrzeugs, um den Einfluss von Querbeschleunigungen, wie Seitenwinden und Fliehkräften zu simulieren. Mithilfe einer Akustikmesseinrichtung können innere und äußere Geräuschprüfungen bis zu einer Geschwindigkeit von 160 km/h durchgeführt werden.
Für die elektrische Energieversorgung der Triebfahrzeuge stehen sowohl Fahrleitungen als auch Stromschienen (großer Ring: englische Bauart, kleiner Ring: Berliner Bauart) zur Verfügung, die mit den verschiedensten Stromarten betrieben werden können. Der große Testring ist mit den Zugbeeinflussungssystemen PZB, ETCS Level 1 und 2 sowie dem niederländischen ATB ausgerüstet. Zusätzliche Zugbeeinflussungssysteme können temporär installiert werden. Mit einer Beregnungsanlage können Dichtigkeitstests durchgeführt werden.
Siemens stellt auch anderen Schienenfahrzeugherstellern die Prüfanlagen zur Verfügung. Bis Anfang 2010 wurden 110 Millionen Euro in das Projekt investiert.
Die RWTH Aachen testete in Wildenrath das Galileo-Satellitennavigationssystem. Dazu wurden auf acht je 50 Meter hohen Sendemasten Pseudoliten installiert, die echte Satelliten simulieren sollten. Ziel war ein satellitengestützter Rangierbetrieb. Als Testfahrzeug wurde ein CargoMover verwendet.

Prüfcenter Wegberg-Wildenrath
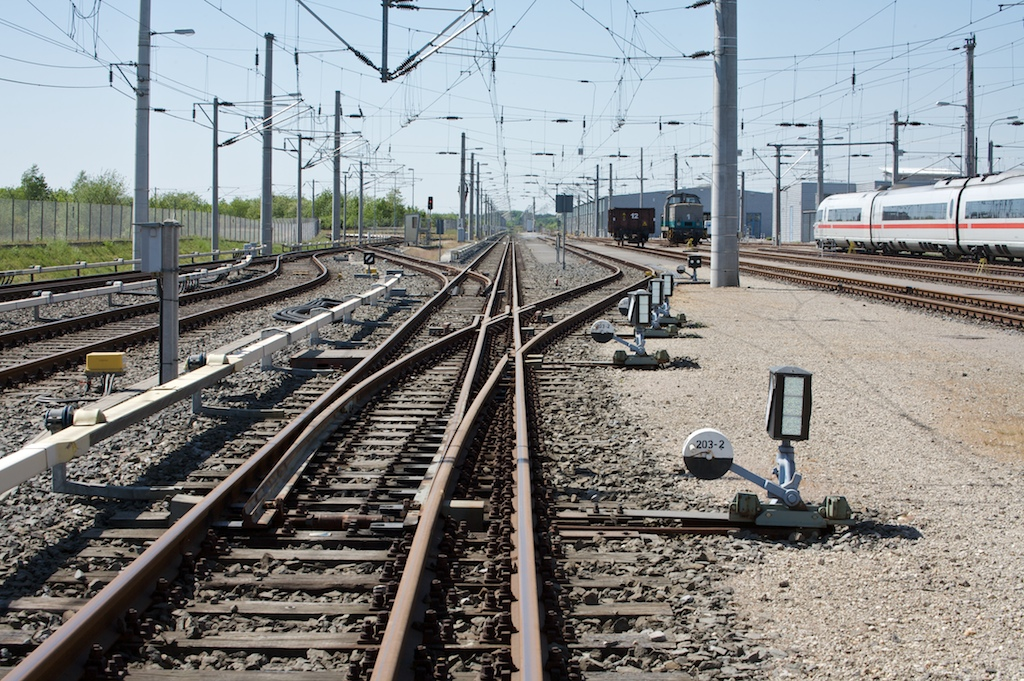
Teilansicht mit Dreischienengleis (Normal- und Meterspur) und Stromschiene
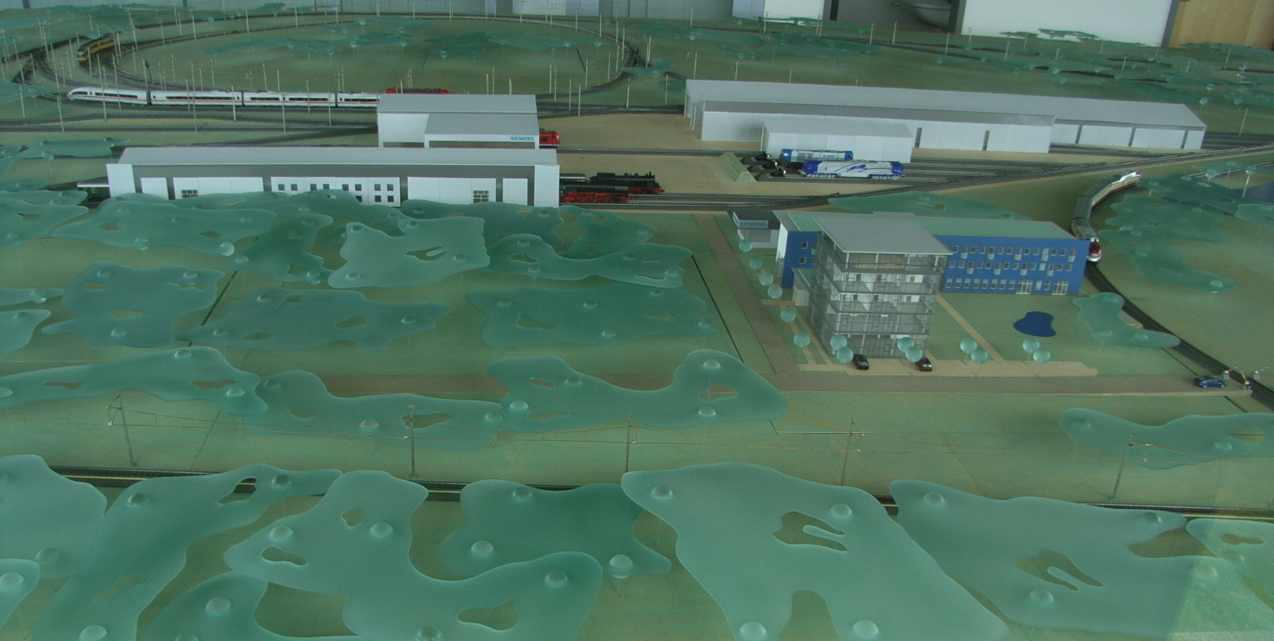
Testgelände Wildenrath als Modell
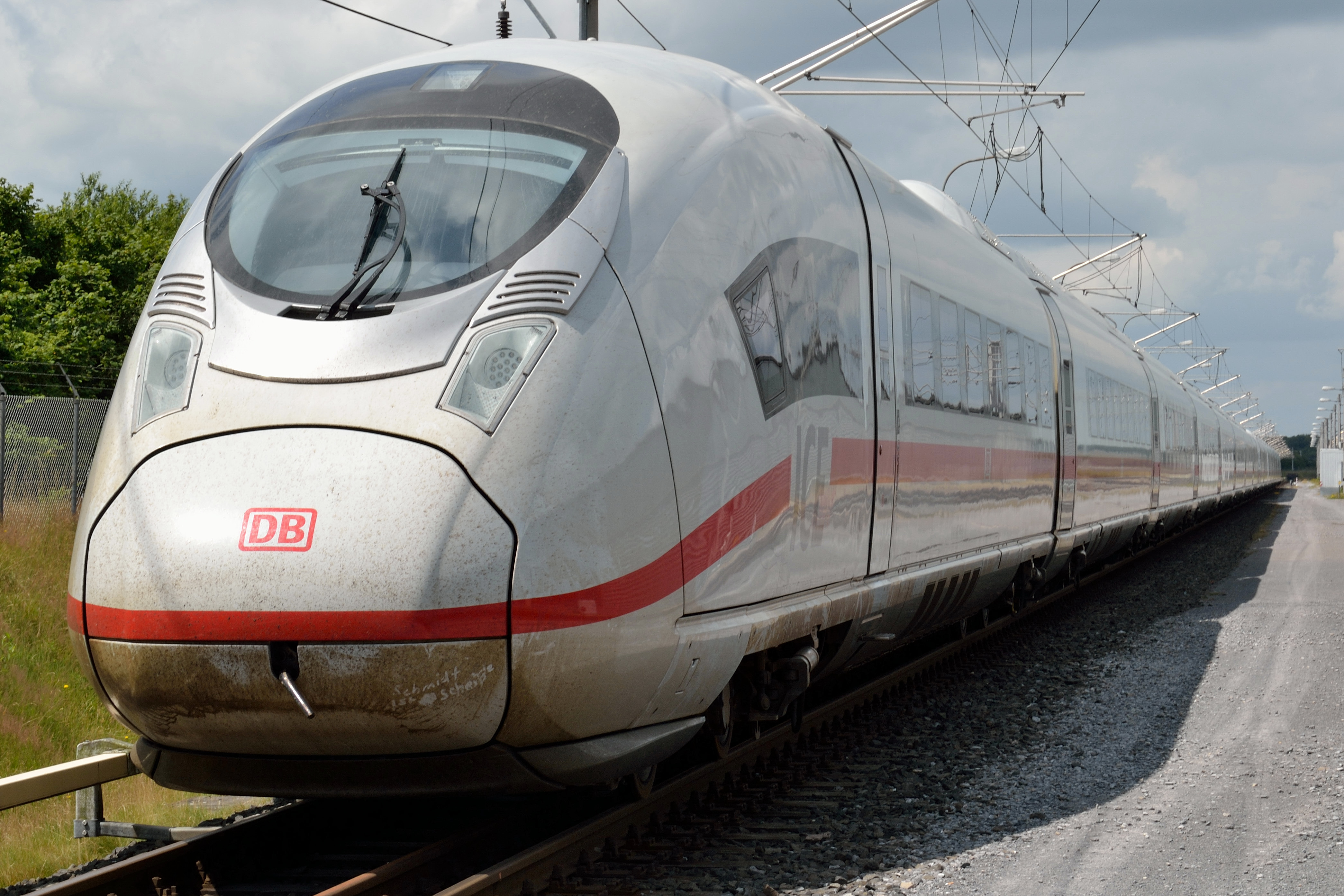
Baureihe 407 (ICE Velaro D) im Prüfcenter, 2012
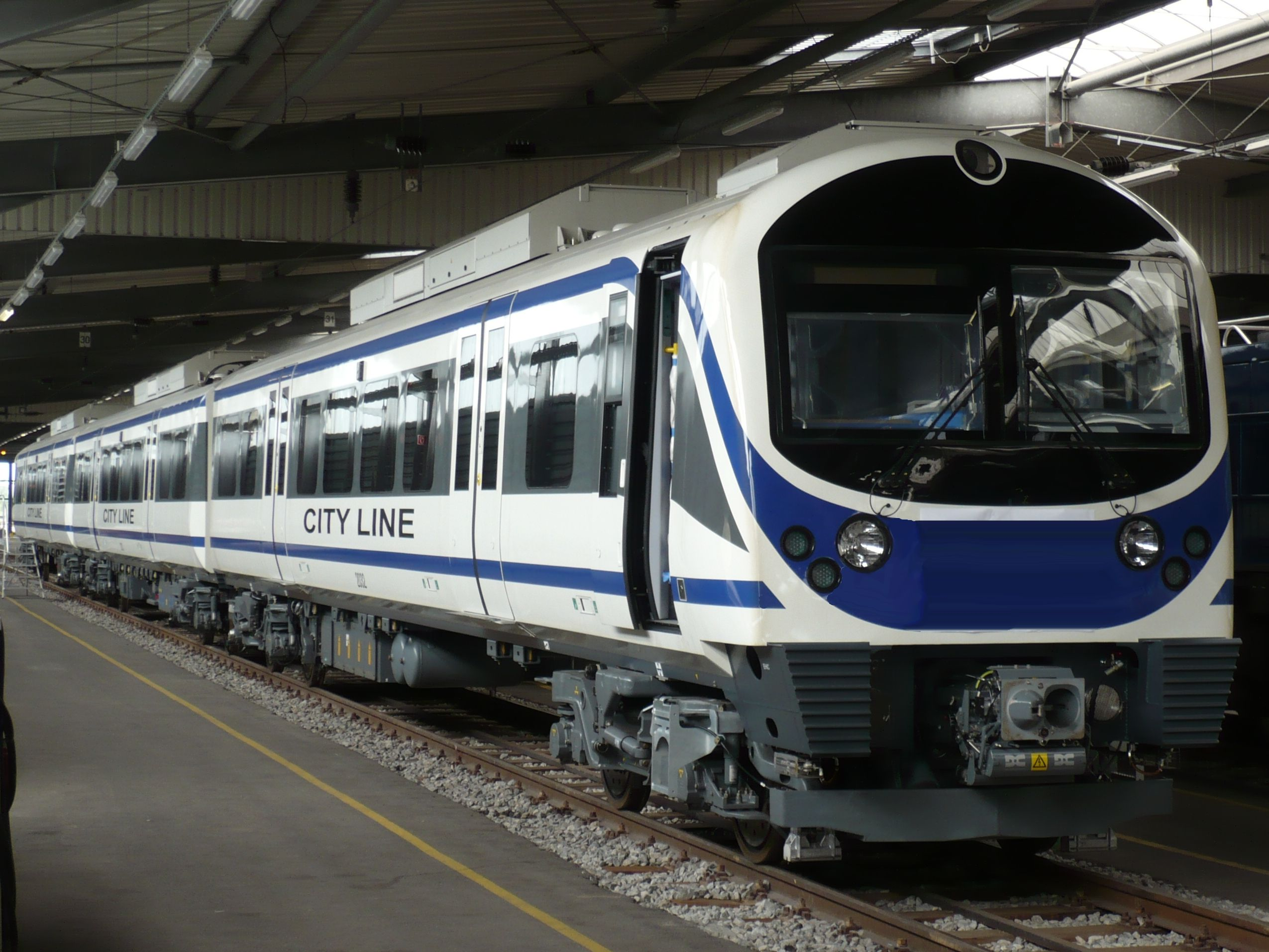
Desiro der Thailändischen Staatseisenbahn in einer Zugbildungshalle

## Geschichte
Die Prüfanlage befindet sich auf einem 35 Hektar großen Gelände des ehemaligen NATO-Flugplatzes RAF Wildenrath der Royal Air Force Germany. Sie wurde Mitte 1997 eröffnet und beschäftigte zunächst 80 Mitarbeiter. Bis 2012 stieg die Zahl der hier Beschäftigten auf rund 900 (inklusive Fremdfirmen).
Die Entscheidung zur Konversion fiel Anfang 1995. Zunächst sollten bis zu 90 Millionen DM investiert werden. Für den Kernbereich des Prüfzentrums wurden 20 Hektar Flächen gekauft, etwa 15 Hektar für die Versuchsgleise gepachtet sowie Erweiterungsmöglichkeiten als Optionen vereinbart. Die beiden geplanten Gleisringe sollten, bei Radien von etwa 400 bzw. 1275 Metern, einen Umfang von 2,5 bzw. 6 Kilometer erreichen. Die Fertigstellung war für 1997 vorgesehen.
Im Frühjahr 1998 war geplant, bis Januar 2000 eine Klimawindkammer aufzubauen. Die Anlage sollte die als veraltet geltende Einrichtung in Wien-Arsenal ersetzen, auf einem 4,4 Hektar umfassenden Grundstück erbaut und über ein vorhandenes Anschlussgleis erreicht werden. Die vorgesehene maximale Windgeschwindigkeit lag bei 160 km/h. Das Genehmigungsverfahren für die Klimawindkammer wurde Ende 1998 abgeschlossen. Die Inbetriebnahme der 84 Millionen DM teuren Anlage war für Ende 2000 vorgesehen. Darüber hinaus wurden Anfang 1999 die Integration weiterer Test- und Prüfeinrichtungen geprüft, darunter ein Ausbau des Streckenabschnitts Dalheim–Rheydt für 240 km/h. Ebenso bestanden Pläne für den Aufbau eines Besucherzentrums. Keines der Vorhaben wurde realisiert.
Einen weiteren Ausbau der Anlage beschloss man im Umfang von 23 Millionen DM im Frühjahr 1999. So sollte eine weitere Testhalle mit Gleisanlagen entstehen, außerdem im Rangierbahnhof von Rheydt eine Abstellanlage für Neubaufahrzeuge. Das Gesamtinvestitionsvolumen stieg damit auf insgesamt 133 Millionen DM. Die Abstellanlage am Rangierbahnhof von Rheydt wird bis heute genutzt.
Ein Jahr später kam es zu Kapazitätsproblemen, als zahlreiche Fahrzeuge der Baureihen 152, 403, 406, 424, 605 und 642 gleichzeitig dort abgestellt wurden. Daraufhin wurden einzelne Züge der Baureihe 605 zeitweilig bei einem zusätzlich angemieteten Areal im Bahnhof Ratheim geparkt. Aufgrund fehlender Kapazitäten wurde Mitte 2002 die Typprüfung des Desiro UK weitgehend auf den Eisenbahnversuchsring Velim verlagert.
Im Herbst des gleichen Jahres schlossen Adtranz, Alstom LHB und Bombardier eine Grundsatzvereinbarung mit Siemens und dem Ministerium für Wirtschaft, Mittelstand, Energie und Verkehr des Landes Nordrhein-Westfalen über eine wettbewerbsneutrale Öffnung des Prüfzentrums, um die Wettbewerbsfähigkeit der deutschen Bahnindustrie zu sichern. Eine neutrale Betriebsgesellschaft sollte nach diesen Plänen etwa 15 Prozent der Normalkapazität der Anlage (im Wert von rund 1,5 Millionen Euro) für Forschung, Entwicklung und Inbetriebnahmen vermarkten. Die auf zehn Jahre angelegte Vereinbarung sah eine Option zur Erhöhung auf 50 Prozent vor. Später wurde der Betrieb der Anlage durch die Rail Test GmbH übernommen. Neben der Eigennutzung von Siemens waren an der Gesellschaft die TÜV Inter-Traffic GmbH, das Institut für Bahntechnik, die Studiengesellschaft für unterirdische Verkehrsanlagen sowie der TÜV Süd beteiligt.
Bis Mitte 2001 investierte Siemens nach eigenen Angaben mehr als 150 Millionen DM in Erweiterungen der Anlage. Das Unternehmen kündigte an, bis Ende 2002 weitere 36 Millionen DM in die Anlage zu investieren. Damit sollte unter anderem die Bahnstrecke zwischen Rheydt und Wildenrath elektrifiziert sowie ein Prüfgleis für eine Höchstgeschwindigkeit von 240 km/h in der Nähe des Prüfzentrums gebaut werden. Darüber hinaus war eine Anlage zur Erprobung des Funkfahrbetriebs geplant. Die vorhandene Infrastruktur sollte für die Erprobung von Nahverkehrszügen optimiert und die Stromversorgung für unterschiedliche Spannungen ausgebaut werden. Etwa 2002 ging die zweite Zugbildungshalle in Betrieb.
2012 begann der Aufbau einer zwölf Millionen Euro teuren Multifunktionshalle. Nach eigenen Angaben habe Siemens damit seit 1997 insgesamt 127,5 Millionen Euro am Standort Wildenrath investiert. Im Jahr 2015 lief die Erprobung der Britischen Klasse 700 auf dem großen Testring.

## Trivia
Im Computerspiel „Train Sim World 3“, das im September 2022 für PC, PlayStation 4, PlayStation 5, Xbox One und Xbox Series veröffentlicht wurde, existiert ein Trainingscenter, dessen Vorbild das Prüfcenter Wegberg-Wildenrath ist. Im Gegensatz zur Realität sind dort Höchstgeschwindigkeiten von über 300 km/h auf dem äußeren Versuchsring möglich. Außerdem verfügt der Nachfolger „Train Sim World 4“ (Erschienen September 2023) auch weiterhin im sogenannten „Trainingszentrum“ über die Nachbildung vom Prüfcenter Wegberg-Wildenrath.